# 展弦比

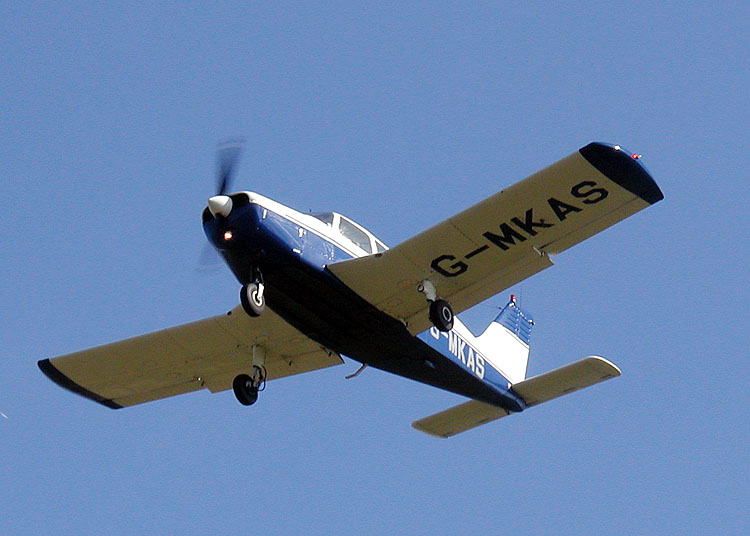
低展弦比飛機機翼Piper PA-28 Cherokee

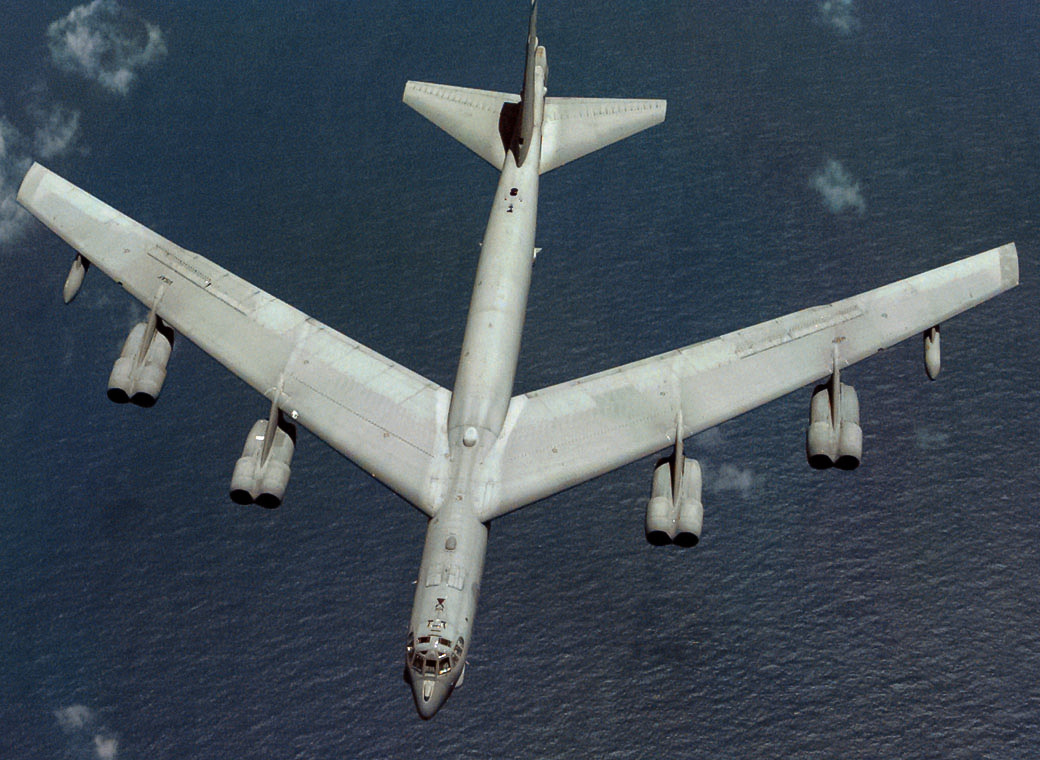
高展弦比飛機機翼B-52

展弦比（Aspect Ratio），為飛機空氣動力學的專有名詞。由於飛機在後掠翼發明前的主要設計，翼面由上往下看都是呈長方形，所以有所謂的寬高比，也就是翼展和翼弦長（氣流過機翼通過的長度）的比值，所以命名為展弦比。而後來的翼面設計逐漸複雜不適合簡單的比值，而改其其定義為機翼的翼展平方與機翼翼面積的比值：
{\displaystyle AR={b^{2} \over S}.}
其中AR為展弦比，b為翼展長度，S為翼面積。另外一種定義方式為翼展长度與標準平均弦長的比值。
大展弦比表明机翼比较长且窄，小展弦比则表明机翼比较短且宽。
不論主翼、水平尾翼、還是垂直尾翼都適用一樣的定義。一般在飛行物設計時，會讓提供力矩的水平尾翼的展弦比較小，使其在失速擁有較好的失速特性：如較大的攻角仍然能保持不失速、升力係數下降率較為平緩等。當主翼失速時還是能有姿態控制（繼續提供升力使機頭下降）的能力進而脫離失速。

一般来说，垂直尾翼展弦比小于水平尾翼展弦比小于主翼展弦比。
展弦比的設計也會關係到飛行器的性能。短而寬的機翼（低展弦比）誘導阻力較小，適合高速物體，如飛彈、戰機等。而低速的滑翔機或是長時間、高高度滯空的則多採高展弦比以降低誘導阻力如U-2。自然界中更是如此，需要長時間飛行的信天翁，翅膀展弦比高，而如隼或老鷹等需要掠食的鳥類，甚至可以在盤旋時伸展翅膀提高展弦比，攻擊或向下俯衝時收回翅膀以求高速、靈活。而F-14等可變翼飛機也設計有類似的改變展弦比的功能以兼顧低速與高速性能。

## 外部連結
- （页面存档备份，存于）
- （页面存档备份，存于）
- （页面存档备份，存于）